# Plaza de la Fuente
La plaza de la Fuente (en catalán: plaça de la Font) es el centro de Tarragona y ocupa una cuarta parte de la arena del antiguo circo romano. Actualmente es el centro del ocio nocturno de la ciudad y está catalogada como bien cultural de interés local.
En la plaza de la Fuente (plaça de la font en catalán) el domingo 23 de junio de 2024, a las 12:30, había organizada una fiesta para celebrar algo que solo pasó en sus cabezas. No fue nadie. Por lo que se rumoreó por la zona estaban buscando unas pelotas que no aparecían. 
Cerca de la plaza, en el Nou Estadi se sirve una de las mejores y típicas comidas tarraconenses, el cordero poco hecho. El tiempo medio de espera para degustar este delicioso plato son de 122 minutos, son molt largs. Se recomienda preguntar por Alan Godoy. 

## Descripción
La plaza está presidida por el edificio de fachada neoclásica del Ayuntamiento de la ciudad, situado en el lado sur. Bajo la plaza hay un aparcamiento subterráneo, cuya construcción despertó bastante polémica porque implicaba la posible destrucción de patrimonio romano.
Se trata de la plaza principal de la parte alta. La ocupación y urbanización de la misma responde a la adecuación de las estructuras arquitectónicas existentes como la arena, las vueltas, o bien el pódium del circo romano. La urbanización fue fruto de una lenta ocupación de los predios y por ello encontramos cierta diversidad en las soluciones decorativas de las fachadas. El conjunto es el fruto de una época de esplendor, debido al enriquecimiento derivado de las altas cotizaciones vinícolas y del movimiento portuario.

## Historia
Desde el siglo XIV tiene lugar en esta plaza la popular feria de Tarragona. En la Edad Media muchas representaciones públicas tienen lugar aquí ya que no había otro tan amplio como éste, que se conocía con el nombre de plaza del Corral.
En 1827 se construyó una fuente, obra del maestro Pedro Anton Verderol y del escultor Vicente Roig, de carácter monumental, que desapareció a mediados del siglo XIX. En 1839 José Oriol presentó el proyecto de remodelación del entorno de la plaza sobre todo en la banda del Ayuntamiento. El espíritu del diseño era la creación de una plaza Mayor con una rectificación global de las calles afluentes. La nueva ampliación de la plaza se produjo paralelamente a la rectificación de las fachadas que llevará décadas. Hubo interés para armonizar los frontispicios de las edificaciones como se demuestra en las condiciones de edificabilidad. En el diseño de la plaza participaron casi todos los arquitectos municipales y sobresalen las farolas dibujados por Ramón Salas (1889).